# عمر كوردوبا
عمر كوردوبا هو لاعب كرة قدم بنمي في مركز الدفاع، ولد في 13 يونيو 1994 في مدينة بنما في بنما.

## وصلات خارجية
- عمر كوردوبا على موقع إي إس بي إن إف سي (الإنجليزية)
- عمر كوردوبا على موقع قاعدة بيانات كرة القدم.إي يو (الإنجليزية)
- عمر كوردوبا على موقع ناشيونال فوتبول تيمز (الإنجليزية)
- عمر كوردوبا على موقع Soccerbase.com (لاعب) (الإنجليزية)
- عمر كوردوبا على موقع Soccerway.com (الإنجليزية)
- عمر كوردوبا على موقع عالم كرة القدم.نت (الإنجليزية)